# Volner János
Volner János (Budapest, 1969. szeptember 28. –) jobboldali politikus, 2010 és 2018 között a Jobbik Magyarországért Mozgalom országgyűlési képviselője, 2010–2016 között frakcióvezető-helyettese, 2012 és 2018 között a párt alelnöke, 2016 és 2018 között frakcióvezetője. 2018 októberében kilépett a Jobbikból és csatlakozott a  Mi Hazánk Mozgalomhoz. 2020 szeptemberében Volner Párt (később HUXIT párt) néven pártot indított.

## Életpályája
Állítása szerint 18 éves kora előtt kezdett el dolgozni eladóként, munka mellett szerzett érettségit 1988-ban, bár ennek nem maradt megismerhetően dokumentált nyoma. 1989-től 1994-ig a rendőrség állományában dolgozott, ahol állítólag eredményessége miatt többször kitüntették és előléptették, de megismerhető nyoma ennek a rendőri pályának sincs, maga Volner viszont kérkedően is megnyilvánult az állítólagos rendőri pályájával. 1994-től az üzleti életben helyezkedett el, ahol cégvezetőként a kutatás-fejlesztés, a termékgyártás és a kereskedelem területén „széles körű hazai és nemzetközi tapasztalatokra tett szert”, bár a vállalkozásai körül tisztázatlan pénzügyi folyamatok és adócsalás gyanúja is felmerült; egy ízben maga Orbán Viktor is adócsalónak nevezte a Parlamentben. Volner tagadta az ez irányú vádakat. Egyetemi tanulmányait Oroszországban, a nem akkreditált szentpétervári MUFO-n (Mezsdunarodnij Unyiverszityet Fundamentalnovo Obucsenyija, vagyis Alapvető Tanulmányok Nemzetközi Egyeteme) folytatta, 2013-ban szerzett diplomát, ezt a diplomát az azt kiadó intézmény háttere miatt azonban komolytalan minőségűnek titulálták, ahogy a vizsgáit is állítása szerint szinkrontolmács segítségével tette le; a diploma soha nem került honosításra, Orbán pedig az adócsalás mellett ezt is szóvá tette egy ízben, mikor kamuegyetemen szerzett diplomaként szólt róla még 2016-ban. Egy időben Csemőn is élt, ahol a helyi Községi Faluszépítő Versenyen 2008-ban és 2015-ben is kapott emlékplakettet. Gyakori témája volt a „cigánybűnözés”, ezt csemői „élményénél” is elővette, amikor ott állítólag cigány fatolvajok ellen lépett fel. Ismerői szerint jól tudta eladni magát a Jobbikban és meggyőzően tudott beszélni, de aktív cselekedetekben már nem jeleskedett túl jól, pártügyekben éppúgy nem, ahogy komolyabb és ezért több munkát igénylő pozíciókat sem ambicionált; később is inkább olyan utakat választott, ami neki a legkedvezőbb, és ha egy általa kiszemelt poszt nem volt számára elérhető továbbállt egy másik pártba, ahogy a Jobbikot a Mi Hazánkra cserélte. Miután azonban a Mi Hazánkból is kilépett és megalakította a saját magáról elnevezett Volner Pártot hangsúlyosan a Fidesz politikájával azonos narratívákat követett, többször szerepelt kormányközeli médiumok műsoraiban, dacára, hogy korábban kritizálta a kormányt és a kormányközeli médiumok is lejárató anyagokat közöltek róla. Volner beterjesztése volt az a 2020 novemberi javaslat is, ami megnehezíti az ellenzéki pártok mandátumszerzési feltételeit, de ezzel kapcsolatban is tagadta, hogy a Fidesz befolyásolta volna. Orbán ekkoriban az évekkel korábbi kritikus megnyilvánulásaihoz képest már úgy hivatkozott rá, mint „utolsó mohikánra”, míg ismerői szerint ő és a pártja is a Fidesz szatelitszervezete lett, mert ahogy fogalmaztak: anyagi érdekből bármilyen ideológiát képes kellő vehemenciával képviselni.

## Közéleti tevékenysége
2007-ben az elsők között jelentkezett a frissen megalakult Magyar Gárda Mozgalom soraiba, melynek később országos szóvivője lett. 2009 óta a Jobbik tagja. Aktív szerepet vállalt a Jobbik Gazdasági kabinetjének munkájában. 2012 májusában a Jobbik alelnökének választották, amely tisztségében 2014-ben a párt választmánya megerősítette.
A 2010-es országgyűlési választáson a Jobbik Pest megyei listájáról került az Országgyűlésbe, ahol a Jobbik általános frakcióvezető helyetteseként és az Országgyűlés Gazdasági és Informatikai Bizottságának alelnökeként dolgozott.
A 2014-es országgyűlési választáson a Jobbik országos listájának harmadik helyéről került az Országgyűlésbe. Az Országgyűlés Vállalkozásfejlesztési Bizottságának elnöke és az Országgyűlés Gazdasági Bizottságának tagja. 2016-ig frakcióvezető helyettes, majd Vona Gábor lemondása után frakcióvezető.
2016-ban a Jobbik kongresszusa megerősítette alelnöki posztján. 2018-ban pártja országos listájának 2. helyéről jutott mandátumhoz.
2018. november 10-én Dúró Dóra, Apáti István és Fülöp Erik országgyűlési képviselők társaságában megalakította a Mi Hazánk frakciónak nem minősülő országgyűlési képviselői csoportját.
2019. szeptember 11-én kilépett a Mi Hazánk országgyűlési képviselői csoportjából.
2020. szeptember 19-én tartott sajtótájékoztatóján bejelentette, hogy új ellenzéki pártot alapít Volner Párt néven és indulni kíván a 2022-es országgyűlési választásokon. Volner úgy vélekedett, hogy a választásokon sem a Fidesz, sem a baloldali összefogás nem tud majd országgyűlési többséget szerezni, ezért kisebbségi kormány alakul majd, ebben az esetben pártja lesz a „mérleg nyelve” és döntő befolyást elérve végrehajthatja programját. 2022. január 31-én bejelentette, hogy pártja nem indul a választásokon.
2022. május 8-án bejelentette, hogy a Volner Pártot átnevezi Huxit Párt névre. Az átnevezés a bejelentés ellenére nem történt meg.
2022 végén a Külgazdasági és Külügyminisztérium szingapúri külszolgálati lehetőséget ajánlott neki, noha ehhez semmilyen képesítése nem volt meg, ezzel végül saját bevallása szerint nem élt.
Nős, előző házasságából két, jelenleg már felnőtt korú gyermeke született.